# Richard Danilo Maciel Sousa Campos
Richard Danilo Maciel Sousa Campos – noto solo come Danilo – (São Luís, 13 gennaio 1990) è un ex calciatore brasiliano naturalizzato belga, di ruolo centrocampista.
Anche suo padre Wamberto e suo fratello Wanderson sono o sono stati calciatori.

## Carriera

### Club
Ha giocato nella massima serie belga con lo Standard Liegi e nella massima serie ucraina con il Metalurh Doneck, con il quale, nella stagione 2012-2013, ha preso parte anche a 3 partite di UEFA Europa League.
Nella stagione 2014-2015 gioca nel Mordovija, mentre nella stagione 2015-2016 viene ingaggiato dal Dnipro, ritornando in Ucraina.